# Molinaranea mammifera
Molinaranea mammifera is een spinnensoort in de taxonomische indeling van de wielwebspinnen (Araneidae).
Het dier behoort tot het geslacht Molinaranea. De wetenschappelijke naam van de soort werd voor het eerst geldig gepubliceerd in 1902 door Albert Tullgren.